# Castel San Pietro Romano
Castel San Pietro Romano là một đô thị ở tỉnh Roma, vùng Latium của Italia, nằm ở vị trí khoảng 35 km về phía đông của Roma. Vào thời điểm ngày 31 tháng 12 năm 2004, đô thị này có dân số 776 người và diện tích là 15,1 km².
Castel San Pietro Romano giáp các đô thị: Capranica Prenestina, Cave, Palestrina, Poli, Rocca di Cave, Roma.